# MeiQ!? - Meikyū - Make You
«MeiQ!? - Meikyu - Make You» es el primer sencillo lanzado por la cantante japonesa Hayami Kishimoto en junio del año 2003.

## Información
Luego de ganar el casting que realizó la discográfica Giza Studio "DIG STAR" la nueva cantante Hayami Kishimoto lanzó su primer sencillo llamado MeiQ!? - Meikyu - Make You el 25 de junio de 2003, el mismo día de su cumpleaños.

## Canciones
1. «MeiQ!? - Meikyu - Make You»
2. «Open Your Heart»
3. «MeiQ!? - Meikyuu - Make You» (Instrumental)

## 1st Opening de Tantei Gakuen Q
La canción MeiQ!? - Meikyu - Make You fue utilizada como 1.er Opening del animanga Tantei Gakuen Q producido por TBS Networks y Studio Pierrot, estrenada durante el 2003. Esta canción fue doblada al español para el anime Tantei Gakuen Q que fue transmitido en canales latinomaericanos, con una adaptación medianamente fiel al original.